# Vertragsmanagement
Dieser Artikel wurde aufgrund inhaltlicher und/oder formaler Mängel auf der Qualitätssicherungsseite des Portals Wirtschaft eingetragen. 
Du kannst helfen, indem du die dort genannten Mängel beseitigst oder dich an der Diskussion beteiligst.
Vertragsmanagement umfasst die Betreuung der vertraglichen Verhandlungen zwischen Auftraggeber und Auftragnehmer, Implementierung von Verträgen und Vornahme von Vertragsänderungen aus technischen, terminlichen, personellen oder finanziellen Gründen.
Eine weitere Definition lautet wie folgt:
Vertragsmanagement bezeichnet alle Tätigkeiten im Rahmen des Projektmanagements, die sich mit der Entwicklung, Verwaltung, Anpassung, Abwicklung und Fortschreibung der Gesamtheit aller Verträge im Rahmen eines Projektes beschäftigen.

## Hintergrund
Vertragsmanagement (Vertragsverantwortung) wird in der Praxis als das Fundament für das betriebswirtschaftliche Handeln eines Unternehmens angesehen und stellt somit eine sowohl globale als auch eine komplexe Unternehmensaufgabe dar. In diesem Zusammenhang ist anzumerken, dass fast alle Abteilungen in einem Unternehmen entlang der Wertschöpfungskette von diesem Thema betroffen sind. Jede Abteilung hat ihre fachspezifischen Anforderungen an das Vertragsmanagement, z. B.:
- Einkauf: Die Möglichkeit zur Erstellung und Abwicklung von Verträgen mit Lieferanten, Maklern und Partnern
- Vertrieb: Die Möglichkeit zur Erstellung und Abwicklung von Verträgen mit Kunden
- Rechtsabteilung: Einhaltung gesetzlicher Vorschriften (wie z. B. KonTraG, Sarbanes Oxley Act oder Basel II) sowie gesellschaftsrechtlicher Vorschriften (z. B. Einhaltung von Firmenrichtlinien) im Vertragswesen
- Controlling: aktive Risikobewertung in Anlehnung an existierende Vertragsverhältnisse
- Revision: Verbesserung der Audit-Fähigkeit über existierende Verträge, sowie Transparenz aller Vertragsprozesse
- Geschäftsführung: Aufbau und Optimierung des internen Kontrollsystems (IKS) (siehe auch Management Risk Controlling (MRC)), sowie Kostenreduzierungen auf Basis eingeschränkter und kalkulierbare Vertragsrisiken.

Allgemeine Risiken, welche sich bei mangelndem Vertragsmanagement ergeben, sind u. a.:
- Nichteinhalten der gesetzlichen Vorschriften
- Ungleicher Informationsstand/fehlende Aktualität
- Schwieriges Auffinden von Verträgen
- Inhaltliche Risiken von Verträgen
- Verlust von Verträgen/Vertragsbestandteilen
- Versäumnis von Fristen, Vertragsoptionen etc.
- Mangelhafter Bearbeitungsprozess
- Nicht immer transparenter Genehmigungs-/Freigabeprozess
- Hohe Durchlaufzeiten, kein Vertragscontrolling
- Bilanz- und Revisionssicherheit (siehe auch interne Revision).

## Teilgebiete des Vertragsmanagements
Die Teilgebiete des Vertragsmanagements zur Vorbeugung gegen oben genannte Risiken können im Allgemeinen wie folgt zusammengefasst werden:

### Vertragscontrolling
Das Vertragscontrolling, als ein wesentlicher Bestandteil des Vertragsmanagements, beschäftigt sich in erster Linie mit der aktiven Risikobewertung im Vertragswesen. Typische Fragestellungen im Arbeitsalltag können in diesem Zusammenhang wie folgt zusammengefasst werden:
- Wer sind die Top-Vertragspartner und welches Volumen wird bei welchen Abnahmeverpflichtungen gekauft?
- Wie hoch ist das Umsatzpotential pro Quartal/Jahr?
- Wie groß ist die aktuelle Differenz zwischen Neu- und Bestandskunden?
- Wie hoch ist der Wert der existierenden aktiven Vertriebs- und Serviceverträge?
- Wie hoch ist die Rate der Vertragsverlängerungen?
- Welche Projekte laufen planmäßig unter den gegebenen Vertragsbedingungen?
- Wie hoch sind die existierenden Miet- und Leasingverpflichtungen?
- Wie hoch sind die Kosten auf der Basis geschlossener Verträge?
- Was sind die Chancen und Risiken pro Pächter / Lieferant?
- Wird Bilanz- und Revisionssicherheit (siehe auch interne Revision) gewährleistet?

Neben diesen typischen Fragestellungen stehen des Weiteren Aspekte wie bspw. vertragsrelevante Planungsmöglichkeiten, Termin- und Zahlungsüberwachungen sowie die Finanzplanungen ebenfalls im Mittelpunkt. Einen besonderen Stellenwert erlangen auch entsprechend zu erstellende Berichte für die Jahresabschlüsse, Wirtschaftsprüfer und selbstverständlich auch für das Management.

### Vertragsverwaltung (Vertragsausführungsverantwortung)
Die Vertragsverwaltung ist ein wesentlicher Bestandteil des Vertragsmanagements zur Optimierung des Vertragswesens. Die Grundlage der Vertragsverwaltung bildet unter anderem die Erzeugung von vertragsrelevanten Informationen (Metadaten zu Verträgen und Vertragsparteien). Im Mittelpunkt hierbei steht natürlich auch die Strukturierung dieser Informationen. Die Optimierung im Vertragswesen setzt jedoch neben den erwähnten Aspekten auch das Abbilden der relevanten Vertragsprozesse voraus. Diese Prozesse können im Allgemeinen wie folgt definiert werden:
- Vergleich und Bearbeitung von Angeboten (als Basis für Vertragsentwürfe)
- Vertragserstellung und -verhandlungen
- Vertrags- /Dokumentenprüfungen sowie Vertragsstrukturen
- Genehmigungsprozesse (wie z. B. Unterschriften)
- Vertragserfüllung (in Anlehnung an die Vertragsbedingungen)
- Vertragscontrolling
- Überblick über die wichtigsten Vertragsbestandteile (Kündigungsfrist, Leistungsumfang, Abrechnung etc.).
- Überwachung von Fristen, insbesondere Kündigungstermine und -fristen
- Vertragsarchivierung
- Automatisierte Rechnungsstellung – z. B. in Form von wiederkehrenden Rechnungen

Um die erwähnte Optimierung und damit auch zusammenhängend die Effizienz im Vertragswesen stets zu gewährleisten, sollten mit Hilfe der Vertragsverwaltung bspw. auch Verantwortlichkeiten (sowohl extern als auch intern) und selbstverständlich auch die Vertragspartner eindeutig erfasst und definiert werden können (qualitätssichernde Maßnahmen im Rahmen des Vertragsmanagements).
Des Weiteren kann auch gesetzlichen und/oder gesellschaftsrechtlichen Anforderungen bezüglich der Transparenz im Vertragswesen durch eine aktive Vertragsverwaltung entsprochen werden. Um in diesem Zusammenhang bspw. Kostenreduzierungen (Personal- und Infrastrukturkosten), strukturierte Genehmigungsverfahren, transparente und automatisierte Prozesse zu gewährleisten, werden in der Praxis zunehmend Standardsoftwarelösungen zur Automatisierung der Vertragsverwaltung (siehe auch Vertragsmanagement Software) eingesetzt.

### Vertragsarchivierung
Vertragsarchivierung ist neben der Vertragsverwaltung und -controlling ein Hauptbestandteil des Vertragsmanagements. Im Mittelpunkt steht hierbei die unveränderbare, langfristige und revisionssichere Archivierung von vertragsrelevanten Dokumenten (bspw. Vertragstext, Vertragsentwürfe, Bilder, Protokolle und AGB) in elektronischer Form (siehe elektronische Archivierung). Neben der Vertragsverwaltung und -controlling zielt die Vertragsarchivierung ebenfalls auf die Optimierung des Vertragswesens ab.
Im Vertragswesen kommt es in der Praxis zu einer enormen Informationsflut (bspw. durch E-Mails mit wichtigen Anmerkungen zu den Verträgen, Nachträge, verschiedene Vertragsversionen, Verweise auf andere Dokumente usw.). Die Zielsetzung ist es hierbei all diese Informationen zu erfassen und zentral zu archivieren (zentrale Datenbank) und diese auch für die Vertragsverwaltung und -controlling zur Verfügung zu stellen.

## Zusammenfassung
Ein aktives Vertragsmanagement sollte alle drei genannten Teilgebiete abdecken, mit der Zielsetzung die Effizienz des betriebswirtschaftlichen Handels eines Unternehmens zu erhöhen. Anzumerken ist hierbei, dass die Eckdaten eines Vertrags im Arbeitsalltag oftmals für solche Zielsetzungen nicht ausreichen. So benötigt man im Rahmen eines optimalen Vertragsmanagements – vor allem bei Verhandlungen – zumindest eine Übersicht über die wichtigsten Vertragsdaten sowie die Möglichkeit auf alle Vertragsdetails zugreifen zu können. Vertragsrelevante Dokumente sind jedoch ohne eine Vertragsmanagement-Software nur in Akten vorhanden. Zusätzlich erschweren unterschiedliche und unübersichtliche Verantwortlichkeiten das Auffinden dieser Dokumente und Daten.